# 圣艾蒂安迪维冈
圣艾蒂安迪维冈（法語：Saint-Étienne-du-Vigan，法語發音：[sɛ̃.t‿etjɛn dy viɡɑ̃]）是法国上卢瓦尔省的一个市镇，属于勒皮区。

## 地理
圣艾蒂安迪维冈（44°46'48"N, 3°50'7"E）面积9.43 平方千米，位于法国奥弗涅-罗讷-阿尔卑斯大区上盧瓦爾省，该省份为法国中南部省份，北起多姆山省和卢瓦尔省，西接康塔爾省，南至洛泽尔省，东临阿尔代什省。
与圣艾蒂安迪维冈接壤的市镇（或旧市镇、城区）包括：朗多斯、普拉代勒、罗雷、圣保罗德塔尔塔斯、诺萨克-丰塔讷。

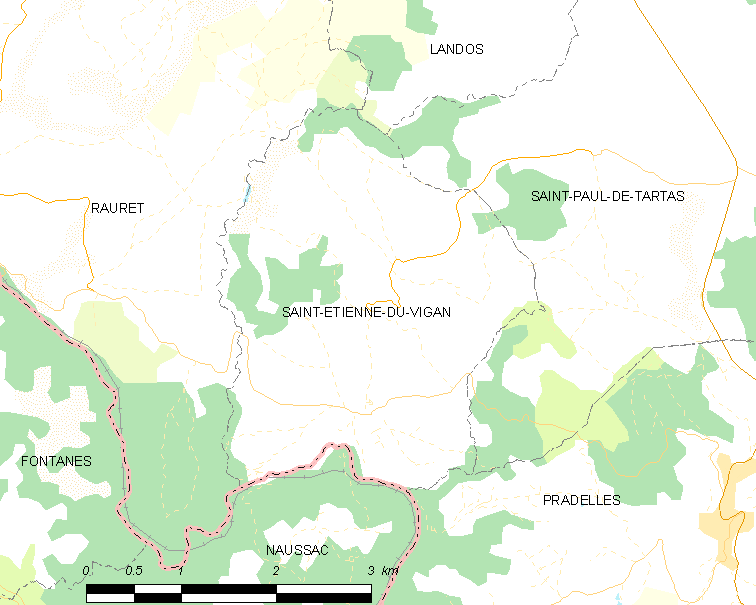
圣艾蒂安迪维冈的OSM定位图

圣艾蒂安迪维冈的时区为UTC+01:00、UTC+02:00（夏令时）。

## 行政
圣艾蒂安迪维冈的邮政编码为43420，INSEE市镇编码为43180。

## 政治
圣艾蒂安迪维冈所属的省级选区为火山沃莱县。

## 人口

1962-2008年间圣艾蒂安迪维冈人口变化图示

圣艾蒂安迪维冈于2022年1月1日时的人口数量为90人。